# McIntosh (Familienname)
McIntosh, Macintosh oder Makintosh ist ein schottischer Familienname.

## McIntosh
- Aaron McIntosh (* 1972), neuseeländischer Segler
- Alan McIntosh (1942–2016), australischer Mathematiker
- Allen McIntosh (1893–??), US-amerikanischer Parasitologe
- Andrew McIntosh, Baron McIntosh of Haringey (1933–2010), britischer Politiker und Life Peer
- Avis McIntosh (* 1938), neuseeländische Hürdenläuferin und Sprinterin
- Betty McIntosh (* 1915), US-amerikanische Agentin
- Charlach Mackintosh (1935–2019), britischer Skirennläufer
- David M. McIntosh (* 1958), US-amerikanischer Politiker
- Diana McIntosh (1932–2022), kanadische Pianistin
- Douglas Mackintosh (1931–2024), britischer Skirennläufer
- Ellen McIntosh (* 1931), britische Schauspielerin
- Fiona McIntosh (Schriftstellerin) (* 1960), britische Schriftstellerin
- Fiona McIntosh (Fechterin) (Fiona Jane McIntosh; * 1960), britische Fechterin und Autorin
- Genista McIntosh, Baroness McIntosh of Hudnall (* 1946), britische Theaterdirektorin und Politikerin
- Gordon McIntosh (1925–2019), australischer Politiker (ALP)
- Helen McIntosh (* um 1950), schottische Badmintonspielerin
- Hugh D. McIntosh (1876–1942), australischer Sportveranstalter, Zeitungsverleger und Theaterunternehmer
- Irwin McIntosh (1926–1988), kanadischer Verleger und Vizegouverneur
- J. Richard McIntosh (* 1939), US-amerikanischer Zellbiologe und Biophysiker
- J. T. McIntosh (James Murdoch MacGregor; 1925–2008), schottischer SF-Schriftsteller
- James McIntosh (1930–2018), US-amerikanischer Ruderer
- John McIntosh (* 1923), US-amerikanischer Physiker und Paläontologe
- John F. McIntosh (1846–1918), schottischer Eisenbahningenieur
- Kenny McIntosh (* 2000), US-amerikanischer American-Football-Spieler
- Lachlan McIntosh (1725–1806), US-amerikanischer Offizier und Politiker
- LaMont McIntosh (* 1982), US-amerikanischer Basketballspieler
- Lyndsay McIntosh (* 1955), schottische Politikerin
- Maggie McIntosh (* 1947), US-amerikanische Politikerin
- Maggie A. McIntosh (* um 1935), schottische Badmintonspielerin
- Malcolm McIntosh (1888–1960), australischer Politiker (South Australia)
- Mary Susan McIntosh (1936–2013), britische Soziologin
- Pollyanna McIntosh (* 1979), britische Schauspielerin und Model
- Raasin McIntosh (* 1982), liberianisch-US-amerikanische Leichtathletin
- Robert A. McIntosh (* 1943), pensionierter Generalmajor der US Air Force
- Robbie McIntosh (Schlagzeuger) (1950–1974), schottischer Schlagzeuger
- Robbie McIntosh (Gitarrist) (* 1957), britischer Rockgitarrist
- Robert McIntosh (* 1953), südafrikanischer Radrennfahrer
- Robert J. McIntosh (1922–2008), US-amerikanischer Politiker
- Samantha McIntosh (Reiterin, 1975) (* 1975), neuseeländisch-bulgarische Springreiterin
- Samantha McIntosh (Reiterin, 1992) (* 1992), südafrikanische Springreiterin
- Sean McIntosh (* 1985), kanadischer Autorennfahrer
- Shannon McIntosh (* 1965), US-amerikanische Filmproduzentin
- Sheena Mackintosh (1928–2018), britische Skirennläuferin
- Summer McIntosh (* 2006), kanadische Schwimmerin
- Thomas McIntosh (Seemann) (* 1762), britischer Seemann auf der Bounty
- Thomas McIntosh (Pianist) (1938–2015), US-amerikanischer Pianist
- Thomas McIntosh (1927–2017), US-amerikanischer Jazzmusiker, siehe Tom McIntosh
- Thomas McIntosh (Fußballspieler), schottischer Fußballspieler
- Timothy McIntosh (* 1997), US-amerikanischer Volleyballspieler
- Tom McIntosh (1927–2017), US-amerikanischer Jazzmusiker
- Troy McIntosh (* 1973), bahamaischer Leichtathlet
- Vora Mackintosh (1929–1998), britische Skirennläuferin
- Will McIntosh (* 1962), US-amerikanischer Schriftsteller und Psychologe
- William McIntosh (1775–1825), Häuptling der Muskogee
- William Carmichael McIntosh (1838–1931), schottischer Mediziner und Zoologe
- Winston Hubert McIntosh, eigentlicher Name von Peter Tosh (1944–1987), jamaikanischer Sänger

## Macintosh
- Charles Macintosh (Erfinder) (1766–1843), schottischer Erfinder
- Charles Macintosh (Botaniker) (1839–1922), schottischer Botaniker
- Frank Campbell MacIntosh (1909–1992), kanadischer Mediziner
- Gavin MacIntosh (* 1999), US-amerikanischer Schauspieler
- Kate Macintosh (* 1937), schottische Architektin
- Kenneth Macintosh (* 1962), schottischer Politiker
- Henry Macintosh (1892–1918), britischer Leichtathlet
- Robert Reynolds Macintosh (1897–1989), neuseeländischer Anästhesist
- Tammy MacIntosh (* 1970), australische Schauspielerin

## Mackintosh
- Aeneas Mackintosh (1879–1916), britischer Seemann und Forscher
- Allan Roy Mackintosh (1936–1995), britischer Physiker
- Cameron Mackintosh (* 1946), britischer Theater- und Musicalproduzent
- Charlach Mackintosh (1935–2019), britischer Skirennläufe
- Charles Henry Mackintosh (1820–1896), irischer christlicher Autor und Prediger
- Charles Rennie Mackintosh (1868–1928), schottischer Architekt, Innenarchitekt, Kunsthandwerker, Designer, Grafiker und Maler
- Chris Mackintosh (1903–1974), britischer Sportler
- Donald Mackintosh (1877–1943), schottischer römisch-katholischer Geistlicher
- Donald Mackintosh (Sportschütze), australischer Taubenschütze, Teilnehmer und Medaillengewinner bei den Olympischen Sommerspielen 1900
- Donald Aloysius Mackintosh (1844–1919), schottischer römisch-katholischer Geistlicher
- Douglas Mackintosh (1931–2024), britischer Skirennläufer
- Ken Mackintosh (1919–2005), britischer Jazz- und Unterhaltungsmusiker
- Gregor Mackintosh (* 1970), englischer Metal- und Rock-Gitarrist und -Sänger
- James Mackintosh (1765–1832), schottischer Politiker
- Lils Mackintosh (1955–2023), niederländische Jazz- und Bluessängerin
- Louise Mackintosh (1864–1933), englische Filmschauspielerin
- Louise Mackintosh (1864–1933), englische Filmschauspielerin
- Margaret MacDonald Mackintosh (1864–1933), schottische Malerin und Kunsthandwerkerin
- Neil Alison Mackintosh (1900–1974), britischer Meeresbiologe und Ozeanograph
- Sheena Mackintosh (1928–2018), britische Skirennläuferin
- Steven Mackintosh (* 1967), britischer Schauspieler
- Tom Mackintosh (* 1997), neuseeländischer Ruderer
- Vora Mackintosh (1929–1998), britische Skirennläuferin